# Lauterach (Fluss)
Die Lauterach ist ein etwa 35 Kilometer langer rechter Nebenfluss der Vils in der Oberpfalz.

## Verlauf
Die Lauterach entspringt in Lauterhofen in der Fränkischen Alb aus zwei Quellen, dem Lauter- und dem Ziegelbrunnen. Sie durchfließt den Oberpfälzer Jura in östlicher bis südöstlicher Richtung durch die Gemeindegebiete von Lauterhofen, Kastl, Hohenburg und Schmidmühlen. Im Ort Schmidmühlen mündet sie von rechts in die Vils.

## Zuflüsse
Von der Quelle zur Mündung. Auswahl.
- (Bach aus dem Haintal), von links auf etwa 429 m ü. NHN in Kastl, 3,1 km und 24,3 km². Unbeständig.
- Deinsgraben, von links auf etwa 417 m ü. NHN nach Kastl-Lauterach
- Mühlhauser Bach, von rechts auf etwa 407 m ü. NHN, 7,0 km mit Oberlauf Wirlbach und 34,6 km²
- Weihermühlbach, von rechts auf etwa 396 m ü. NHN in Hohenburg-Ransbach, 5,5 km mit und 37,0 km²
- Hausener Bach, von links auf etwa 385 m ü. NHN nach Hohenburg-Allersburg, 17,3 km und 48,5 km²
- (Bach aus dem Pirzertal), von links auf etwa 369 m ü. NHN nach Hohenburg-Adertshausen. Unbeständig.
- (Bach aus dem Pfeiffertal), von links auf etwa 368 m ü. NHN, 2,2 km und 8,7 km². Unbeständig.
- Taubenbach, von links auf etwa 363 m ü. NHN gegenüber Hohenburg-Schwarzmühle, 6,7 km und 26,2 km²
- (Bach aus dem Mühltal), von links auf etwa 362 m ü. NHN nach Schmidmühlen-Brunnmühle, 0,6 km und 1,5 km². Unbeständig.

## Orte am Fluss
- Lauterhofen
- Pfaffenhofen
- Kastl
- Ransbach
- Allersburg
- Hohenburg
- Adertshausen
- Schmidmühlen

## Fischsterben
Im September 2019 kam es in der Lauterach bei Kastl zu einem Fischsterben. Dabei wurde auch eine Fischzuchtanlage in Mitleidenschaft gezogen.